# Санта-Ана-Ярени
Санта-Ана-Ярени (исп. Santa Ana Yareni)  —   муниципалитет в Мексике, входит в штат Оахака. Население — 1149 человек.